# Siparuna petiolaris
Siparuna petiolaris är en tvåhjärtbladig växtart som först beskrevs av Carl Sigismund Kunth, och fick sitt nu gällande namn av A. Dc.. Siparuna petiolaris ingår i släktet Siparuna och familjen Siparunaceae. Inga underarter finns listade i Catalogue of Life.